# Зверев, Арсений Григорьевич
Арсе́ний Григо́рьевич Зве́рев (18 февраля (2 марта) 1900, деревня Тихомирово Клинского уезда Московской губернии — 27 июля 1969, Москва) — советский государственный деятель. Народный комиссар, затем министр финансов СССР в 1938—1960 годах (с перерывом в 1948 году), кандидат в члены Президиума ЦК КПСС (1952—1953), генеральный государственный советник финансовой службы (1948).

## Биография
Родился в семье рабочего. Член РКП(б) с 1919 года. Окончил Московский финансовый институт (1933). Доктор экономических наук (1959).
С 1913 года — рабочий на текстильной фабрике
С 1917 года — рабочий на «Трёхгорной мануфактуре»
С 1921 года — красноармеец
С 1921 года — командир взвода кавалерийского полка
С 1922 года — заведующий агитационно-пропагандистским отделом Клинского уездного комитета РКП(б)
С 1924 года — агент Московского губернского финансового отдела
С 1925 года — заведующий Клинским уездным финансовым отделом
С 1927 года — председатель Клинского уездного исполкома
С 1929 года — начальник налогового управления Смоленского областного финансового отдела
С 1930 года — заведующий Брянским окружным финотделом
С 1932 года — заведующий Бауманским районным финотделом г. Москвы
С 1936 года — председатель Молотовского райсовета г. Москвы
В 1937 году — первый секретарь Молотовского райкома ВКП(б) г. Москвы
С сентября 1937 года — заместитель наркома финансов СССР
В январе 1938 — феврале 1948 годов — народный комиссар (с марта 1946 — министр) финансов СССР. В 1942 году ему было поручено курировать выдачу радия и платины для начала работ в атомной отрасли.
С 16 февраля 1948 года — первый заместитель министра финансов СССР
С декабря 1948 года — вновь министр финансов СССР
С мая 1960 года — персональный пенсионер союзного значения. Одновременно профессор Всесоюзного заочного финансового института.
Был депутатом Верховного Совета СССР 1, 2, 4, 5 созывов. Член ЦК КПСС (1939—1961),
Как многие сталинские выдвиженцы, сделал карьеру в 1930-е годы. Руководил государственными финансами в годы Великой Отечественной войны, обеспечивая необходимые средства для военного производства. При нём был налажен выпуск государственных внутренних займов, которые размещались среди населения и проведена «конфискационная» денежная реформа в СССР (1947). Денежная реформа в СССР (1961) планировалась уже без него, поскольку он ушёл в отставку из-за несогласия с ней.

Могила Зверева на Новодевичьем кладбище Москвы

Похоронен в Москве на Новодевичьем кладбище.

## Награды и звания
- четыре ордена Ленина;
- орден Трудового Красного Знамени;
- орден Красной Звезды;
- медали;
- Генеральный государственный советник финансовой службы (1948) — высший классный чин финансовых и банковских органов.

## Труды
- «Национальный доход и финансы СССР» (монография)
- «Проблемы ценообразования и финансы» (монография)
- «Хозяйственное развитие и финансы в семилетке» (монография)
- Записки министра. М., 1973

## Публикации
- Как работал Госбанк СССР в дни Великой Отечественной войны // «Московский комсомолец» № 26802 от 30 апреля 2015 г.